# Friona perpulcher
Friona perpulcher là một loài tò vò trong họ Ichneumonidae.